# Klára Rajnai
Klára Rajnai (Budapest, 21 de noviembre de 1953) es una deportista húngara que compitió en piragüismo en la modalidad de aguas tranquilas.
Participó en los Juegos Olímpicos de Montreal 1976, obteniendo dos medallas, una de plata en la prueba de K2 500 m y una de bronce en la prueba de K1 500 m. Ganó dos medallas en el Campeonato Mundial de Piragüismo en los años 1975 y 1979.

## Palmarés internacional
| Juegos Olímpicos   | Juegos Olímpicos      | Juegos Olímpicos  | Juegos Olímpicos |
| Año                | Lugar                 | Medalla           | Evento           |
| ------------------ | --------------------- | ----------------- | ---------------- |
| 1976               | Montreal (Canadá)     | Medalla de bronce | K1 500 m         |
| 1976               | Montreal (Canadá)     | Medalla de plata  | K2 500 m         |
| Campeonato Mundial |                       |                   |                  |
| Año                | Lugar                 | Medalla           | Evento           |
| 1975               | Belgrado (Yugoslavia) | Medalla de bronce | K4 500 m         |
| 1979               | Duisburgo (RFA)       | Medalla de bronce | K1 500 m         |